# John Paterson (General)

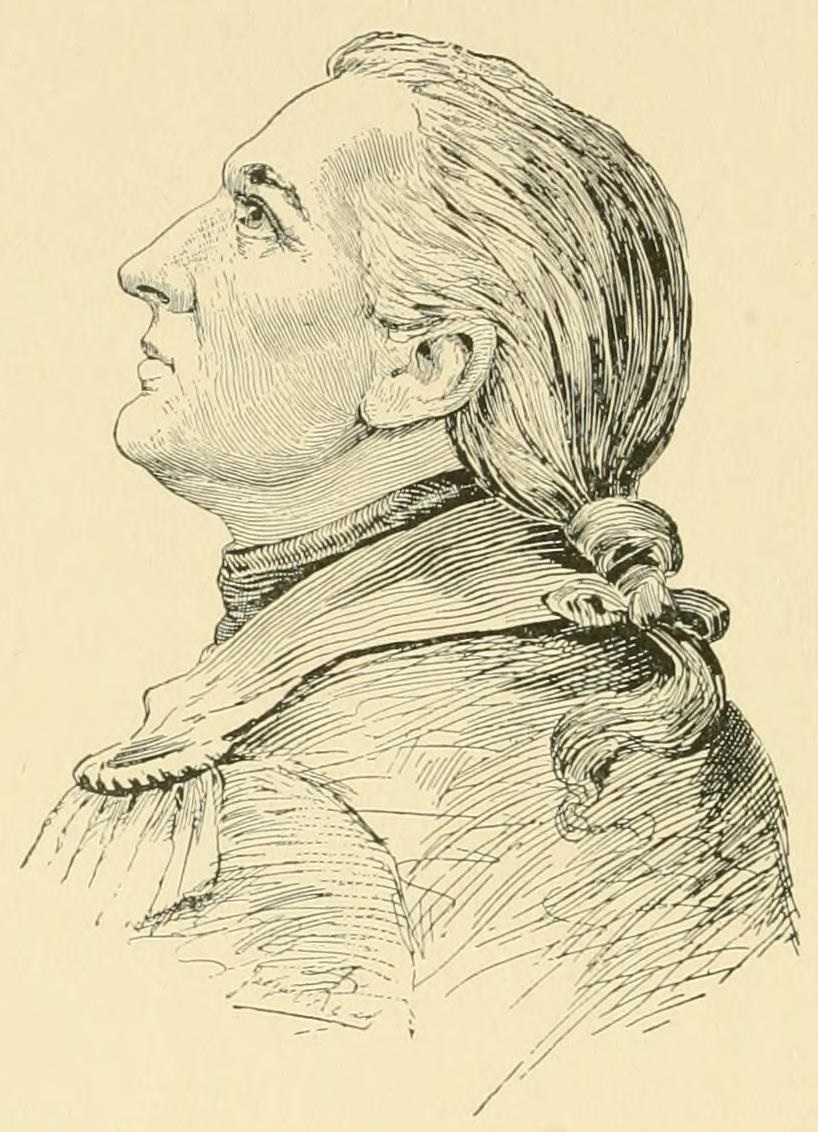
John Paterson

John Paterson (* 1744 in New Britain, Colony of Connecticut; † 19. Juli 1808 in Lisle (heute Whitneys Point), New York) war ein US-amerikanischer Offizier, Jurist und Politiker. Zwischen 1803 und 1805 vertrat er den Bundesstaat New York im US-Repräsentantenhaus.

## Werdegang
John Paterson wuchs während der britischen Kolonialzeit auf. Er besuchte Gemeinschaftsschulen. Dann schloss er seine Vorstudien ab und graduierte 1762 am Yale College. Er studierte Jura. Nach dem Erhalt seiner Zulassung als Anwalt begann er in New Britain und Lenox (Massachusetts) zu praktizieren. Er nahm 1774 an der Berkshire Convention teil und war Mitglied des General Court, welcher der erste Provincial Congress wurde. Während des Unabhängigkeitskrieges hob er ein Regiment aus und nahm am Kriegsgeschehen teil. Er war zwischen April und Dezember 1775 Colonel in dem Regiment. Am 1. Januar 1776 wurde er Colonel in der 15. Kontinentalinfanterie. Man befördertete ihn zum Brigadegeneral – einen Dienstgrad, den er vom 21. Februar 1777 bis zum Ende des Krieges bekleidete. Am 30. September 1783 ernannte man ihn zum Brevet-Generalmajor. Nach dem Krieg kehrte er nach Lenox zurück, wo er die Truppen von Massachusetts bei der Niederschlagung der Shays’ Rebellion kommandierte. 1790 zog er nach Lisle im Broome County. Paterson saß in den Jahren 1792 und 1793 in der New York State Assembly. Er war in den Jahren 1798 und 1806 Bezirksrichter im Broome County. 1801 saß er im Komitees, welches die Verfassung von New York überarbeitete.
Als Gegner einer zu starken Zentralregierung schloss er sich in jener Zeit der von Thomas Jefferson gegründeten Demokratisch-Republikanischen Partei an. Bei den Kongresswahlen des Jahres 1802 für den 8. Kongress wurde er im 16. Wahlbezirk von New York in das US-Repräsentantenhaus in Washington, D.C. gewählt, wo er am 4. März 1803 als erster Vertreter des Distrikts im US-Repräsentantenhaus seinen Dienst antrat. Er schied nach dem 3. März 1805 aus dem Kongress aus.
Nach seiner Kongresszeit widmete er sich bis zu seinem Tod der Tätigkeit als Farmer. Am 19. Juli 1808 verstarb er in Lisle und wurde dann auf dem Lenox Cemetery beigesetzt. Der Kongressabgeordnete Thomas J. Paterson (1805–1885) und der Senator John E. Paterson (* 1800) waren seine Enkelsöhne.